# 密丛雀麦
密丛雀麦（学名：Bromus benekenii）为禾本科雀麦属下的一个种。

## 扩展阅读
- 維基物種上的相關：密丛雀麦